# کربن تترایدید
کربن تترایدید (به انگلیسی: Carbon tetraiodide) یک ترکیب شیمیایی با شناسه پاب‌کم ۱۰۴۸۷ است. شکل ظاهری این ترکیب، بلورهای بنفش تیره است.